# Alstom LHB Coradia LINT
Az Alstom LHB Coradia LINT egy helyiforgalmú dízelmotorvonat-család. A LINT a „Leichter Innovativer Nahverkehrstriebwagen”, azaz a Könnyű, Innovatív Helyiforgalmú Motorkocsi kifejezés rövidítése. A LINT-et a Linke-Hofmann-Busch (LHB) cég fejlesztette és miután az LHB-t megvette az Alstom, jelenleg az Alstom Coradia-járműcsalád része.

## Műszaki jellegzetességek
A LINT motorvonatokból rugalmas képezhetők többes egységek, akár három motorvonat is összekapcsolható és egy vezetőállásból vezethető. A jármű fékberendezését a Mannesmann-Rexroth Pneumatik szállítja, mely sűrített levegős tárcsafék és a hajtott forgóvázakra szerelt mágneses sínfékből áll. Néhány LINT-en, így a Vectus járművein Knorr-fékeket találunk. A Taunusbahn járműveire retarder is felszereltek, valamint ellátták őket részecskeszűrővel is.
A járműveken külön klímaberendezése van az utastérnek és a vezetőfülkéknek, melyet Spheros (korábban: Webasto) cég szállít.

## Típusváltozatok
A típusjelzésnél a LINT szó mögött méterben tüntetik fel a jármű körülbelüli hosszúságát. A szóló motorkocsi 27,26 m-es hosszával a LINT 27 megjelölést kapta. Ez a változat Deutsche Bahn AG-nál a 640 sorozatjelet viseli. A 41,89 m hosszú, Jacobs-forgóvázas ikermotorkocsi-változat neve LINT 41, DB-sorozatjele pedig: 648.
További variánsok is készültek a tervezőasztalokon, így hosszabb szekrényű, önálló futóforgóvázas kivitel, illetve villamos hajtású variáns akár két mellékkocsival is. Ezek a LINT 53, 58, 71 és 80 jelű változatok azonban nem kerültek gyártásba.

### LINT 27
A szólómotorkocsi-kivitel 315 kW teljesítményű és 120 km/h legnagyobb sebességű. 8 db első, 52 db másodosztályú és 13 felcsapható ülést helyeztek el benne.
Ezek a járműveket elsősorban Észak-Rajna-Vesztfália nem villamosított mellékvonalain közlekedteti a DB Regio NRW, így a Finnentrop–Olpe (Biggetalbahn), Siegen–Bad Berleburg (Rothaarbahn) és Dillenburg–Au (Sieg) vonalakon.  Ezen kívül a DB Regio Südost Lipcse környékén üzemelteti még őket.
Első német magántársaságként 2004 végén a Vectus cég rendelt tíz LINT 27-et. Ezek mindenféle összeállításban közlekednek a Limburg–Niedernhausen–Wiesbaden és Limburg–Koblenz (Lahntalbahn) vonalakon, valamint a Limburg–Montabaur–Siershahn (Unterwesterwaldbahn) és a Limburg–Westerburg–Hachenburg–Altenkirchen–Au/Sieg (Oberwesterwaldbahn) szakaszokon.
Időközben a HEX (Harz-Elbe-Express) is LINT 27-eseket kapott, melyek Halberstadt–Blankenburg és Könnern–Bernburg között közlekednek. A járműveket a Veolia Verkehr üzemelteti és az egykori RAW Halberstadt-ban (ma FBH Halberstadt és része a Zeppenfeld-csoportnak) tartják karban.

### LINT 41
A LINT 41 két kocsifélből áll, melyek a belső végükön egy Jacobs-forgóvázra támaszkodnak. A járműveknek oldalanként két ajtaja van, opcionális motorvonatonként egy WC és  egy többcélú tér. Bizonyos közlekedési társaságoknál (pl. Dreiländerbahn) a beszállótérben menetjegy-automatákat is elhelyeztek. A hajtott forgóváz és a beszállótér közötti magas padlós rész alatt mindkét kocsifélben egy-egy 315 kW-os fekvő elrendezésű dízelmotort építettek be, mely a sebességváltón, kardántengelyeken és tengelyhajtóművön keresztül hajtja a szélső forgóvázak mindkét kerékpárját. A magasabb peronokhoz 780 mm-es padlómagassággal készülő változat típusjele: LINT 41/H
A LINT 41 motorvonatokat több vasúttársaság közlekedteti, elsősorban Németország északi részén a DB Regionalbahn Schleswig-Holstein DB 648 sorozatjellel hat ilyen vonatot közlekedtet a Kiel–Flensburg vonalon (648.0 sorozat). 2005 óta a DB Regio NRW 29 db 648-ast üzemeltet a Dortmund Hbf–Winterberg, Dortmund Hbf–Iserlohn, Dortmund Hbf–Lüdenscheid, Unna–Neuenrade és Dillenburg–Au (Sieg) viszonylatokon (648.1 sorozat). Ezen kívül további motorkocsik járnak a Harz-Weser-hálózaton, Braunschweig kiindulóponttal (648 251–277).
Gyártás alatt van továbbá 25 db LINT 41 a Lübeck-környéki Ostnetz-re (648.3 sorozat), valamint még 30 db a Nürnberg környéki forgalomra. (DB Regio Mittelfranken, 648.4 sorozat)

## További üzemeltetők Németországban
- Abellio Rail
VT 11 001-1/2 – 003-1/2 (LINT 41/H)
- AKN
VT 2.76 (LINT 41/H)
- Eisenbahnen und Verkehrsbetriebe Elbe-Weser (EVB)
VT 101–107 (LINT 41, az LNVG tulajdona, részben a Nordseebahnon közlekednek)
- eurobahn Keolis SA
VT 4.01–11 (LINT 41, az LNVG tulajdona, közlekednek: Löhne-Hameln-Hildesheim-Bodenburg)
- Hessische Landesbahn (HLB, 10 db a Königsteiner Bahnon és a Taunusbahnon)
VT 201–210 (LINT 41/H, a fahma tulajdona)
- Ostseelandverkehr (OLA)
VT 701–706 (LINT 41/H, Rhena-Schwerin-Parchim (MeBa))
- nordbahn (NBE)
VT 2.74–75 (LINT 41/H)
- Nord-Ostsee-Bahn (NOB)
VT 301–309 (LINT 41/H)
- NordWestBahn (NWB)
VT 500 (LINT 41/H, az LNVG tulajdona)
VT 501–533 (LINT 41, az LNVG tulajdona)
- Schleswig-Holstein-Bahn (SHB)
VT 2.71–73 (LINT 41/H)
- vectus
VT 201–210 (LINT 27)
VT 251–268 (LINT 41)
- Bayerische Regiobahn (Veolia Connex)
 ?(LINT 41)
- Veolia Verkehr Sachsen-Anhalt GmbH
VT 800–811 (LINT 41)
VT 870–876 (LINT 27)

Az Arriva társaság 30 motorvonata az Angel Trains lízingcég tulajdona, míg a HLB járműveit a Fahrzeugmanagement Region Frankfurt Rhein/Main GmbH (fahma) birtokolja.

## További üzemeltetők Európában
- Dánia
  - Arriva Denmark (AD)
AR01–29 (LINT 41)
  - Hovedstadens Lokalbaner A/S (HL)
112 sorozat 32 db (LINT 41)
  - Vestsjællands Lokalbaner A/S (VL)
AR 2024/2124–2032/2132 (LINT 41)
- Hollandia
  - Syntus B.V.
21–45 (LINT 41)

## Galéria

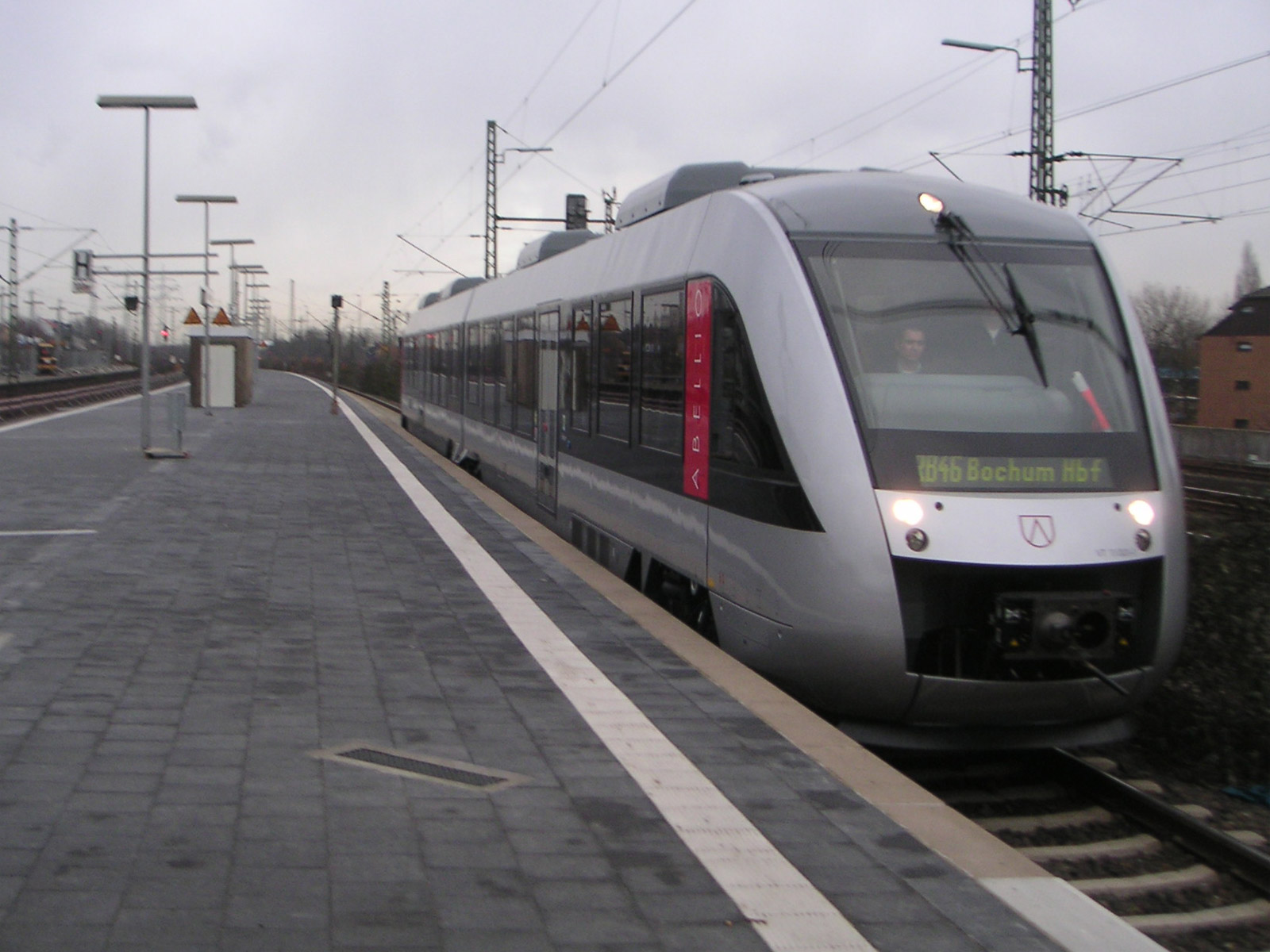
Az Abellio LINT 41/H-ja az Gelsenkirchen–Bochum viszonylatú RB 46 – Nokia Bahnon
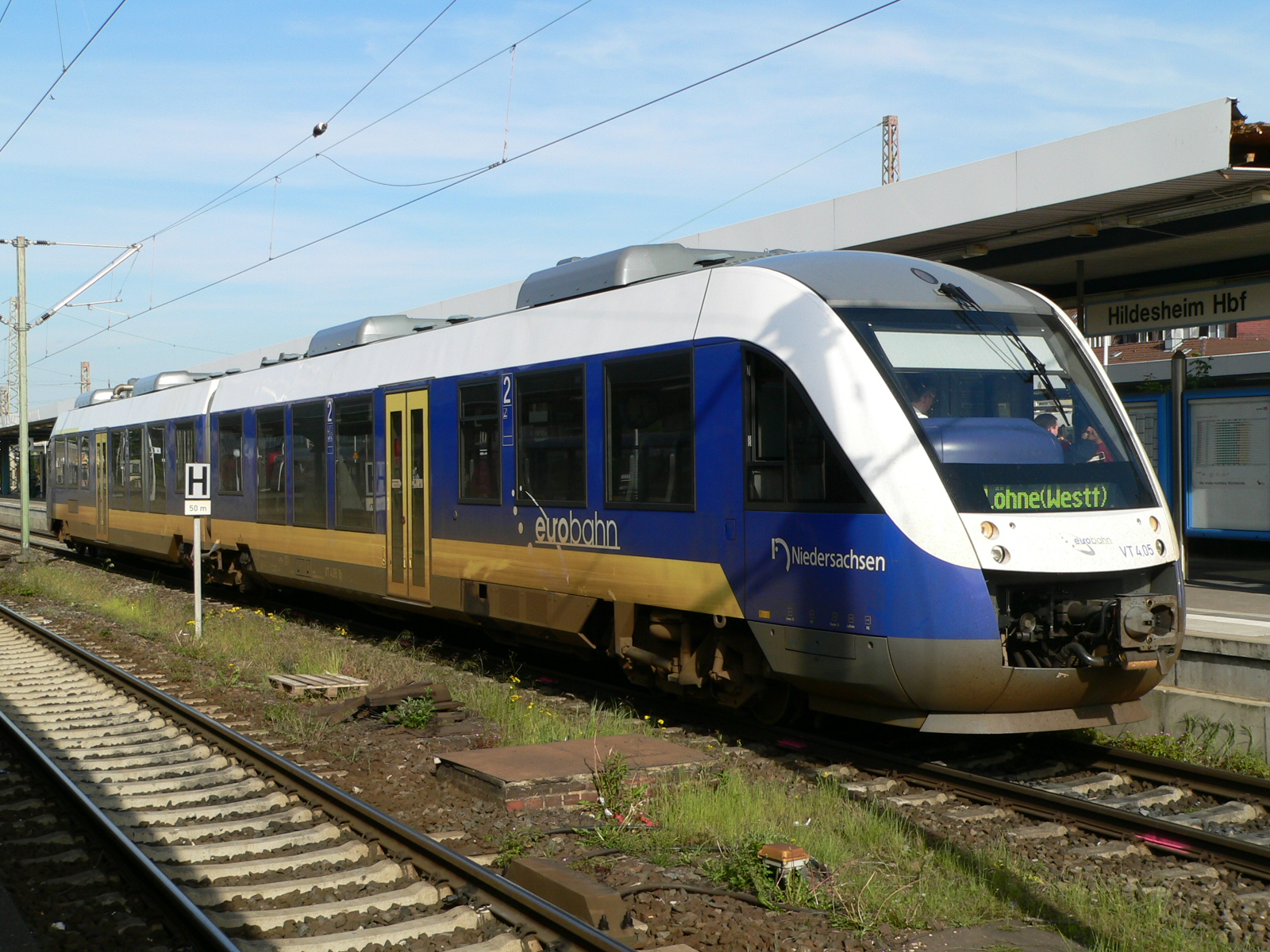
Az Eurobahn VT 4.05 pályaszámú LINT 41-ese
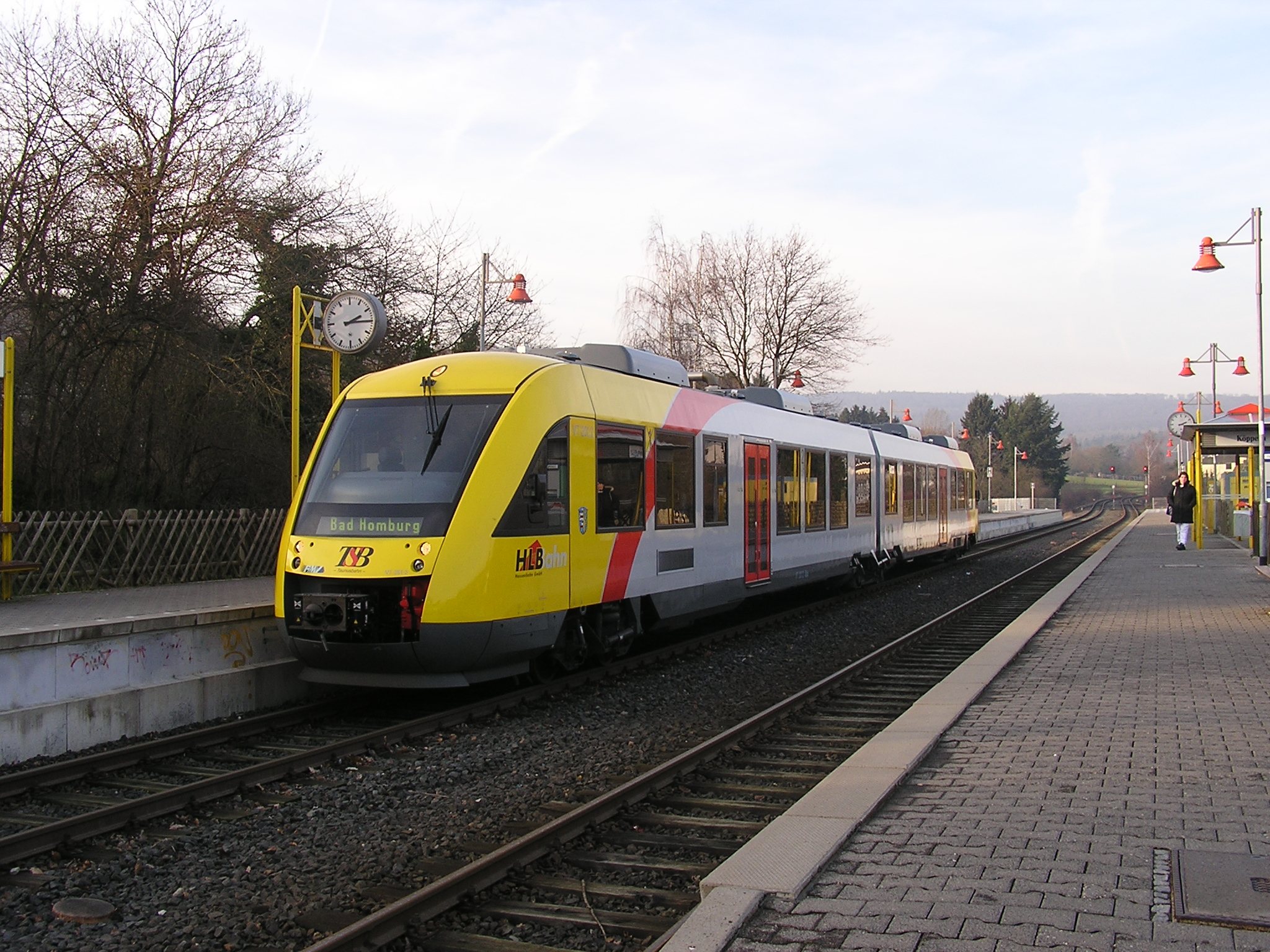
A HLB (Taunusbahn) LINT 41/H-ja Friedrichsdorf-Köppern pályaudvaron
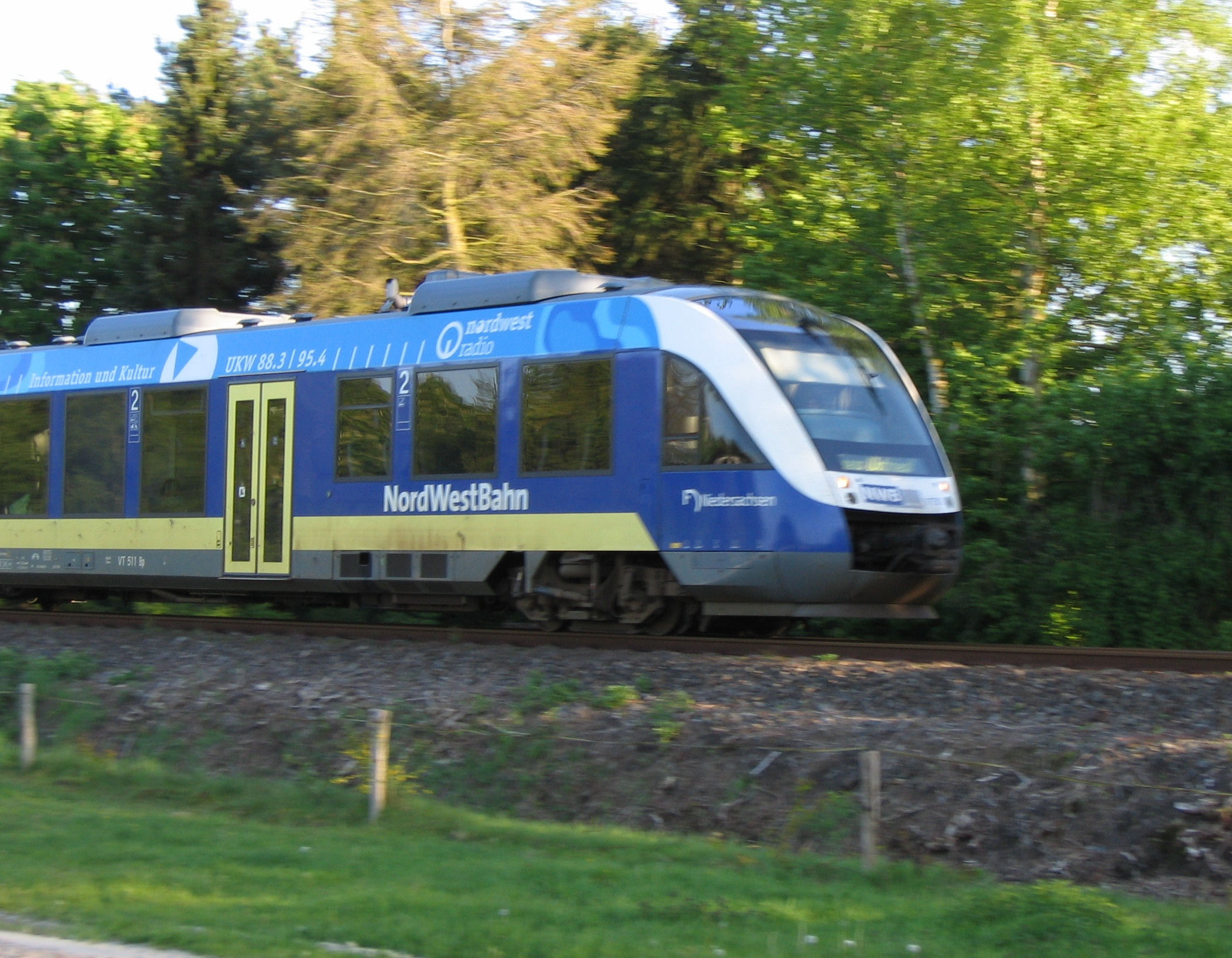
A NordWestBahn LINT 41/H-ja Schortens után
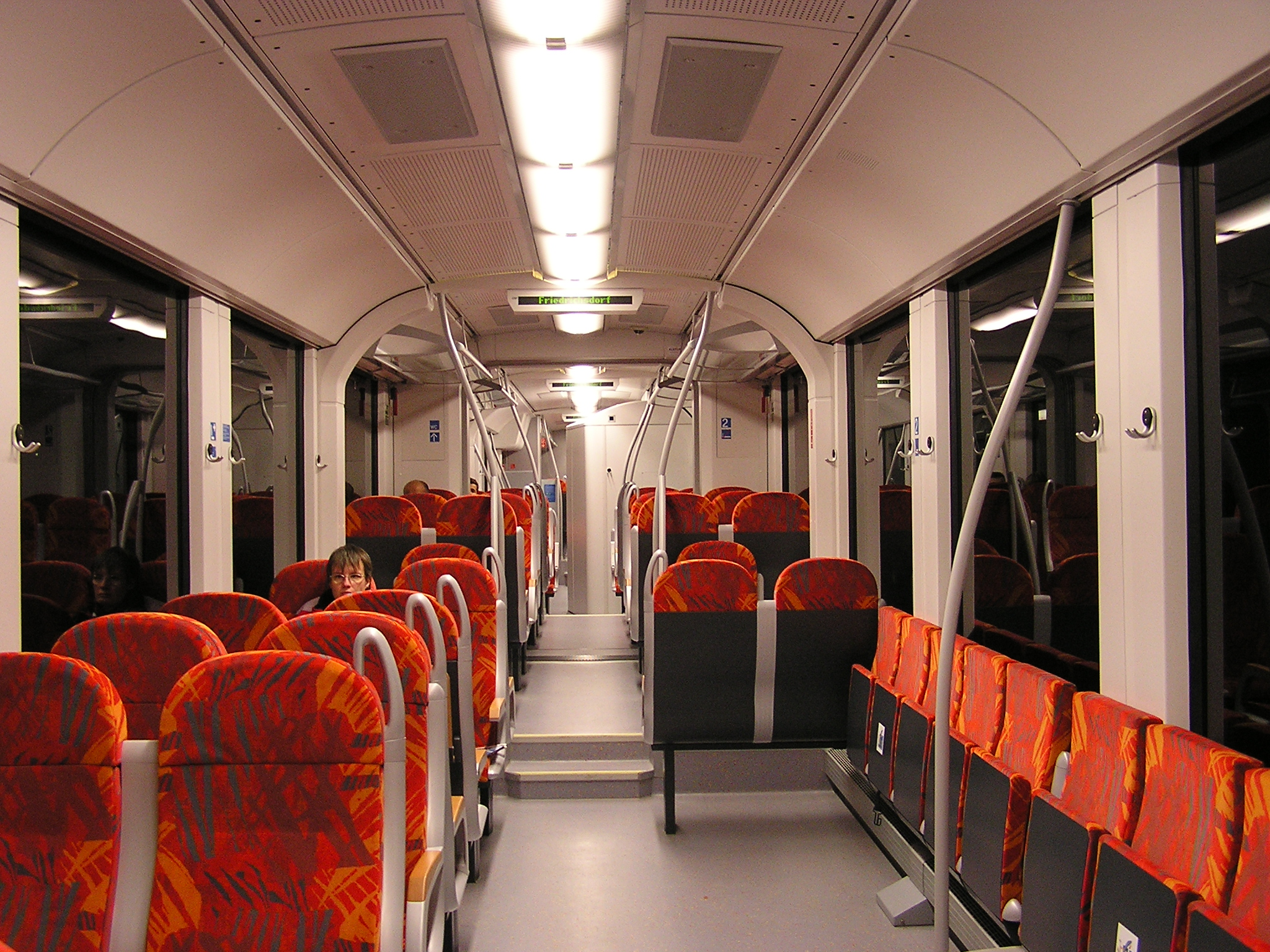
A Taunusbahn LINT-jének utastere
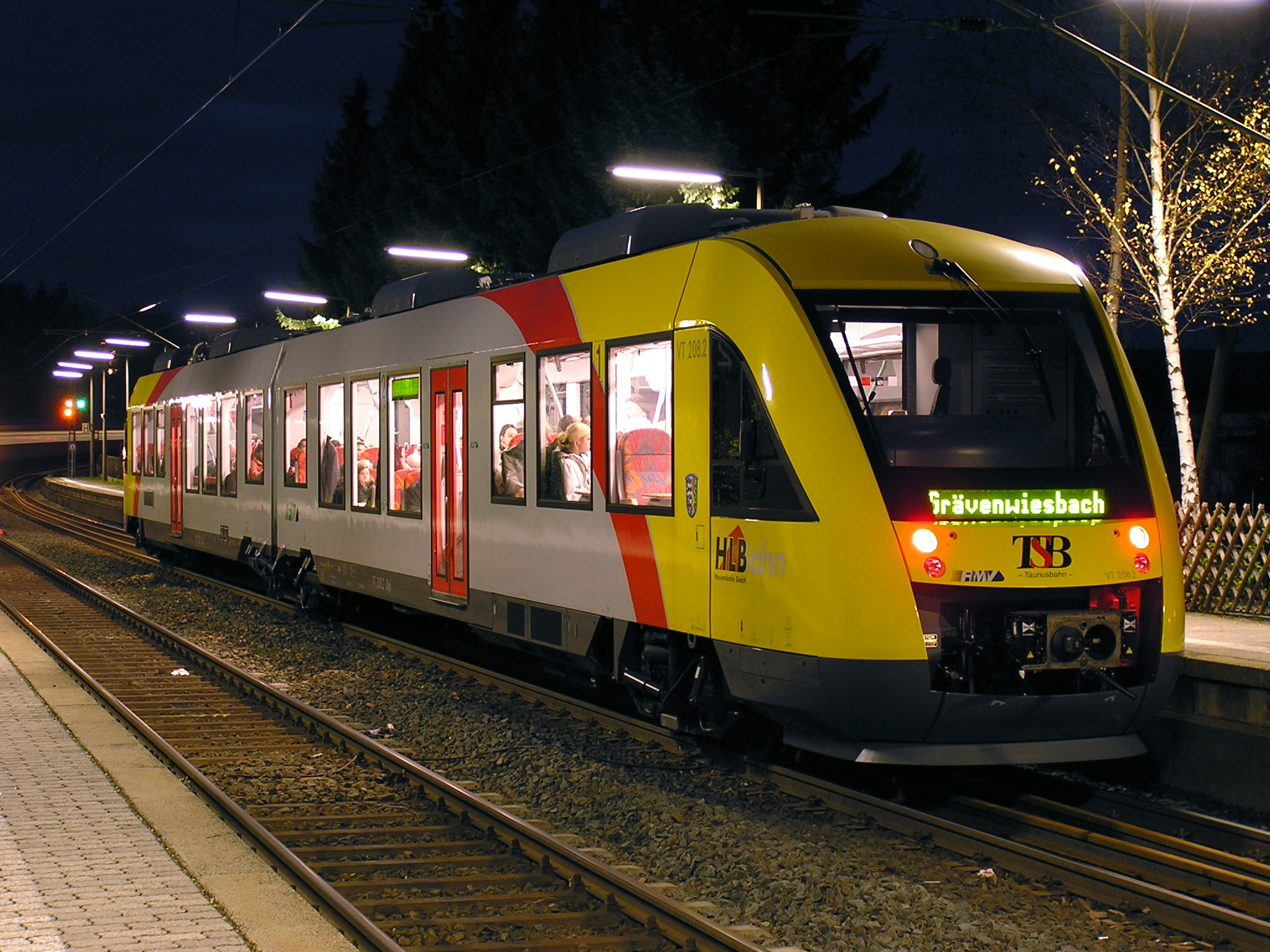
A Hessische Landesbahn LINT 41/H-ja Friedrichsdorf-Seulberg állomása
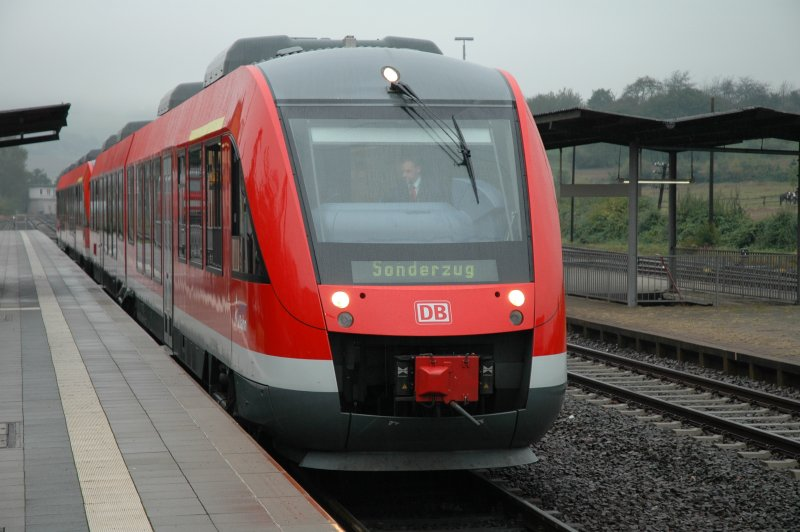
A DB 648-asai Stockheimben